# Tituly a vyznamenání Mahathira Mohamada

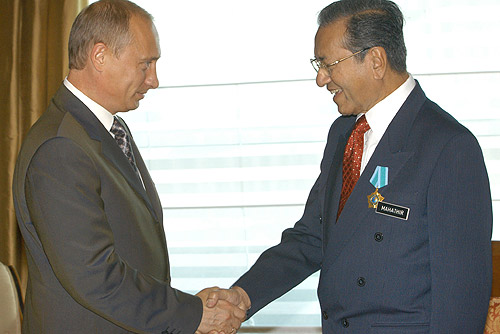
Ruský prezident Vladimir Putin během předávání Řádu přátelství

Mahathir Mohamad, malajský politik, předseda vlády a ministr, obdržel během svého života mnoho národních i zahraničních vyznamenání a ocenění. Obdržel také čestné doktoráty jak na univerzitách v Malajsii tak v zahraničí.

## Vyznamenání

### Národní vyznamenání
Mahathir Mohamad obdržel řadu vyznamenání Malajsie i jednotlivých malajsijských států:
- Malajsie
  -  velkokomtur Řádu obránce říše – 2003
  -  Řád říšské koruny – 2019
- Johor
  -  rytíř velkokomtur Řádu koruny Johoru – 1979
  -  zlatá Medaile Sultána Ibrahima – 1985
  -  velkokomtur Královského domácího řádu Johoru – 1989
- Kedah
  -  Řád věrnosti královského domu Kedah – 1977
  -  Nejvyšší řád za zásluhy Kedahu – 1988
  -  Karálovský domácí řád Kedahu – 2003
- Kelantan
  -  Královský domácí řád Kelantanu – udělen 2002, odebrán 2018[2]
- Malakka
  -  velkokomtur Řádu Malaccy
  -  rytíř velkokomtur Řádu Malaccy
- Negeri Sembilan
  -  Řád loajality Negeri Sembilanu – 1981
  -  Královský domácí řád Negeri Sembilanu – 1982
- Pahang
  -  velkorytíř Řádu sultána Ahmada Shaha Pahangského – 1977
- Penang
  -  rytíř velkokomtur Řádu obránce státu – 1981
- Perak
  -  velkorytíř Řádu Cura Si Manja Kini – 1981
- Perlis
  -  Perliský domácí řád galantního prince Syeda Putry Jamalullaila – 1995
- Sabah
  -  velkokomtur Řádu Kinabalu – 1981
- Sarawak
  -  rytíř velkokomtur řádu hvězdy Hornbill Sarawaku – 1980
  -  rytíř velkokomtur Řádu hvězdy Sarawaku – 2003
- Selangor
  -  rytíř velkokomtur Řádu koruny Selangoru – udělen 1978, vrácen 2017[3]
  -  Královský domácí řád Selangoru – udělen 2003, vrácen 2017[3]
- Terengganu
  -  Řád Sultána Mahmuda I. Terengganského – 1982

### Zahraniční vyznamenání
- Argentina
  -  velkokříž s řetězem Řádu osvoboditele generála San Martína – 2. července 1991[4]
- Bosna a Hercegovina
  - Řád boseňského draka – 19. dubna 1996[4]
- Brunej
  -  Královský rodinný řád Bruneje I. třídy – 25. srpna 1997[4]
- Džibutsko
  -  komtur Řádu velké hvězdy Džibutska – 3. srpna 1998[4]
- Chile
  -  Řád za zásluhy – 21. června 1991[4]

- Indonésie
  -  Řád hvězdy Indonéské republiky I. třídy – 1987[5]
- Japonsko
  -  Řád vycházejícího slunce I. třídy – 30. září 1991[4]
  -  Řád květů paulovnie – 2018 – za jeho přínos k posílení bilaterálních vztahů a za podporu přátelství mezi Japonskem a Malajsií[6]
- Jižní Afrika
  -  velkokříž Řádu dobré naděje – 1997[7]
- Jižní Korea
  -  Řád za zásluhy v diplomatických službách I. vyšší třídy – 9. srpna 1983[4]
- Kuba
  -  Řád José Martího – 26. září 1997[4][8]
- Kuvajt
  -  řetěz Řádu Mubáraka Velikého – 6. dubna 1997[4]
- Libanon
  -  velkostuha Řádu za zásluhy – 16. dubna 1997[4]
- Mali
  -  velkokříž Národního řádu Mali – 17. prosince 1984[4]
- Mexiko
  -  velkokříž Řádu aztéckého orla – 1991[4]
- Pákistán
  -  Řád Pákistánu – 2019[9][10]
- Polsko
  -  velokříž Řádu za zásluhy Polské republiky – 15. března 2002 – udělil prezident Aleksander Kwaśniewski[11]
- Rusko
  -  Řád přátelství – 5. srpna 2003 – udělil prezident Vladimir Putin[12]
- Španělsko
  -  velkokříž Řádu za občanské zásluhy – 24. března 1995 – udělil král Juan Carlos I.[13]
- Švédsko
  -  komtur velkokříže Řádu polární hvězdy – 11. března 1996[4]
- Thajsko
  -  velkokříž speciální třídy Řádu bílého slona – 23. srpna 1981[4]
- Turecko
  -  Řád republiky – 2019 – udělil prezident Recep Tayyip Erdoğan[14]
- Venezuela
  -  Řád osvoboditele – 1. srpna 1990[4]

### Nestátní ocenění
- čestný občan Tirany – 1993
- Jawaharlal Nehru Award za mezinárodní porozumění – 1994[15]
- Mezinárodní cena krále Fajsala za služby islámu – 1997
- U Thant Peace Award – 1999

### Ostatní
- V roce 2019 byl časopisem Time zvolen jedním ze sta nejvlivnějších lidí na světě.[16]

## Akademické tituly
- Malajsie
  - Doctor Honoris Causa managementu a inženýrství na Malajsijské technické univerzitě – 2003
  - Litterarum Doctor na Mezinárodní islámské malajsijské univerzitě – 2004
  - Doctor Honoris Causa islámské nauky na Malajsijské univerzitě – 2004
  - Doctor Honoris Causa inženýrství a technologií na Technické univerzitě PETRONAS – 2004
  - Doctor Honoris Causa vládních a politických věd na Technické univerzitě MARA – 2004
  - Doctor Honoris Causa práva na Národní malajsijské univerzitě – 2004
- Čína
  - Doctor Honoris Causa z Univerzity Čching-chua – 2004
- Egypt
  - Doctor Honoris Causa literatury na Univerzitě al-Azhar – 1998
- Japonsko
  - Doctor Honoris Causa na Meidžiho univerzitě – 2001
  - Doctor Honoris Causa práv na Univerzitě Keio – 2004[17]
  - Doctor Honoris Causa na Univerzitě Tsukuba – 2018[18]
  - Doctor Honoris Causa na Japonské mezinárodní univerzitě – 2019[19]
- Mongolsko
  - Doctor Honoris Causa humanitních věd na Mongolské národní univerzitě – 1997
- Singapur
  - Doctor Honoris Causa práv na Singapurské národní univerzitě – 2018
- Turecko
  - Doctor Honoris Causa politických vědách a veřejné správě na Ankarské univerzitě Yildirim Beyazit – 2019[20]